# Portugal International 1977
Die Portugal International 1977 fanden vom 13. bis zum 15. Mai 1977 in Lissabon statt. Es war die 12. Auflage dieser internationalen Titelkämpfe von Portugal im Badminton.

## Austragungsorte
- Pavilhão dos Desportos

## Titelträger
| Disziplin    | Sieger                          |
| ------------ | ------------------------------- |
| Herreneinzel | Tariq Farooq                    |
| Dameneinzel  | Karen Bridge                    |
| Herrendoppel | Ola Eriksson Christian Lundberg |
| Damendoppel  | Karen Bridge Anne Statt         |
| Mixed        | Tim Stokes Karen Bridge         |